# Jochanan
Jochanan, syn Kareacha (hebr. Jehochanan - "Jahwe łaskaw", pol. Jan) – żyjąca w VI w. p.n.e. postać biblijna ze starotestamentowej Księgi Jeremiasza, przywódca grupy uchodźców żydowskich zmierzającej do Egiptu. 
Należał początkowo do grupy emisariuszy przybyłych na zlecenie króla Ammonitów, Baalisa. Posłańcy zatrzymali się w Mispie, gdzie Jochanan, według Biblii, ostrzegł Godoliasza, namiestnika Judy, o zamachu na jego życie i proponował wyeliminowanie spiskowca. Rządca nie uwierzył przestrogom podkomendnego i wkrótce rzeczywiście został zamordowany przez dowódcę grupy – Izmaela. Zamachowiec sterroryzował tutejszą ludność i uprowadził część z nich. Należeli do nich m.in. prorok Jeremiasz i jego sekretarz Baruch.
Zbrodnie Izmaela oburzyły Jochanana; zgromadziwszy swych żołnierzy rozpoczął pościg za terrorystami. Jeńcy zostali uwolnieni, a mordercy uciekli do kraju Ammonitów. Jochanan, wbrew radom Jeremiasza, poprowadził ludzi do Egiptu i osiedlił się z nimi w Tafnes.
Pojawia się w Księdze Jeremiasza 40-43.